# Alain Tallon
Pour les articles homonymes, voir Tallon.
Alain Tallon, né le 14 novembre 1967 à Nancy, est un historien moderniste français. Il travaille notamment sur l'histoire de l'Europe méditerranéenne, l'histoire des relations internationales et l'histoire des religions aux XVIe et XVIIe siècles.

## Biographie
Alain Tallon est né à Nancy, où son père Denis Tallon (1924-2013) a été doyen de la faculté de droit avant de passer à l'université Paris II - Panthéon Assas. Par sa mère, Hélène Gaudemet, également professeur de droit, il est le petit-fils de l'historien du droit et des institutions Jean Gaudemet.
Ancien élève de l'École normale supérieure de la rue d'Ulm (promotion 1986), il est agrégé d'histoire et ancien membre de l'École française de Rome. Sa maîtrise porte sur La Compagnie du Saint-Sacrement (1629–1667). Spiritualité et société est remarquée et sera publiée en 1990. Il en va de même pour sa thèse de doctorat sur La France et le concile de Trente (1518–1563), publiée en 1997.
Il est élu maître de conférences à l'université de Montpellier III (Paul-Valéry) puis professeur à l'université de Paris IV (Paris-Sorbonne). Il appartient au Centre Roland Mousnier (UMR 8596 du CNRS).
Depuis novembre 2010, Alain Tallon est également directeur de l'UFR d'histoire de Paris-Sorbonne, après avoir été deux ans directeur adjoint. Il occupe également le poste de vice-président de cette même université. 
À la naissance de Sorbonne Université, il devient le doyen de la faculté des Lettres.

## Principales publications
- La Compagnie du Saint-Sacrement (1629–1667). Spiritualité et société, Paris, Cerf, 1990, 189 p.  (ISBN 978-2-204-04031-0).
- La France et le concile de Trente (1518–1563), Rome, École française de Rome, « Bibliothèque des Écoles française d’Athènes et de Rome », 1997, 975 p.  (ISBN 978-2-7283-0386-1).
- Le concile de Trente, Paris, Cerf, coll. « Petite histoire », 2000, 135 p.  (ISBN 2-204-06431-9).
- Conscience nationale et sentiment religieux en France au XVIe siècle. Essai sur la vision gallicane du monde, Paris, Presses universitaires de France, 2002, 315 p.  (ISBN 978-2-13-051541-8).
- Charles Quint face aux Réformes (avec Guy Le Thiec), actes du colloque international organisé par le Centre d'histoire des Réformes et du protestantisme (11e colloque Jean Boisset), Montpellier, 8-9 juin 2001, Paris, Honoré Champion, 2005.  (ISBN 978-2-7453-1204-4).
- Pouvoirs, contestations et comportements dans l'Europe moderne : mélanges en l'honneur du professeur Yves-Marie Bercé, dir. Bernard Barbiche, Jean-Pierre Poussou et Alain Tallon, Paris, PUPS (Presses de l'Université Paris-Sorbonne), 2005.  (ISBN 978-2-84050-400-9).
- L'Europe de la Renaissance, Paris, Presses universitaires de France (coll. « Que sais-je ? », 3767), 2006, 127 p.  (ISBN 978-2-13-055745-6).
- Le sentiment national dans l'Europe méridionale aux XVIe et XVIIe siècles, France, Espagne, Italie (actes du colloque international, Madrid, 27 et 28 septembre 2004, organisé par la Casa de Velázquez), Alain Tallon éd., Madrid, Casa de Velázquez, 2007.  (ISBN 978-84-95555-93-9).
- La Réforme en France et en Italie : contacts, comparaisons et contrastes (actes du colloque international de Rome, 27-29 octobre 2005), Philip Benedict (en), Silvana Seidel Menchi et Alain Tallon éd., Rome, École française de Rome, 2007.  (ISBN 978-2-7283-0790-6).
- L'Europe au XVIe siècle. États et relations internationales, Paris, Presses universitaires de France (« Nouvelle Clio »), 2010, 231 p.  (ISBN 978-2-13-053049-7).
- Avec Isabelle Poutrin, Les expulsions de minorités religieuses dans l'Europe latine (XIIIe – XVIIe siècle), Pompignac, Éditions Bière, 2015, 179 p. (ISBN 9782852761100)